# Adrián Lamana
Adrián Lamana (Madrid, 17 junio 1990) è un attore spagnolo.

## Filmografia

### Cinema
- La spina del diavolo (El espinazo del diablo), regia di Guillermo del Toro (2001)
- El descampado, regia di Pedro Touceda - cortometraggio (2003)
- Huellas en la nieve, regia di Pedro Touceda - cortometraggio (2005)
- Sin palabras, regia di Bel Armenteros - cortometraggio (2010)
- Il cavaliere del Santo Graal (El Capitán Trueno y el Santo Grial), regia di Antonio Hernández (2011)
- El secreto del circo, regia di Leyla Daruis - cortometraggio (2011)
- Ali, regia di Paco R. Baños (2012)
- DesAyuno, regia di Marina Maesso e Borja Rebull - cortometraggio (2012)
- Dentro de la caja, regia di Bel Armenteros - cortometraggio (2013)
- Sin Milagros, regia di Nuria Arredondo - cortometraggio (2013) Uscito in home video
- Terrario, regia di Jesús Mora (2014)

### Televisione
- Hospital Central – serie TV, 1 episodio (2002)
- La sopa boba – serie TV, 1 episodio (2004)
- Aquí no hay quien viva – serie TV, 2 episodi (2006)
- Cuenta atrás – serie TV, 1 episodio (2007)
- El síndrome de Ulises – serie TV, 1 episodio (2007)
- El comisario – serie TV, 2 episodi (2005-2008)
- Cuéntame – serie TV, 7 episodi (2002-2008)
- Hermanos & detectives – serie TV, 1 episodio (2008)
- Yo soy Bea – serie TV, 143 episodi (2008-2009)
- Supercharly – serie TV, 5 episodi (2010)
- Dieciséis, regia di Carlos Montero – film TV (2011)
- Carmina, regia di Miguel Albaladejo – miniserie TV (2012)
- Frágiles – serie TV, 1 episodio (2012)
- Familia – serie TV, 7 episodi (2013)
- Isabel – serie TV, 4 episodi (2014)
- Sei sorelle (Seis hermanas) – serie TV, 24 episodi (2016-2017)
- Le verità nascoste (La verdad) – serie TV, 2 episodi (2018)